# Аверин, Виктор Григорьевич
Виктор Григорьевич Аве́рин (укр. Аверін Віктор Григорович; (18 октября) 1885 года, Чепель, Харьковская область. Российская империя — 27 декабря 1955 года, Харьков, СССР) — учёный, зоолог.

## Биография
Родился Виктор Григорьевич Аверин 18 октября 1885 года в селе Чепель Харьковской губернии Российской империи. Его отец — мелкий помещик. Брат — Всеволод Аверин, художник-график.
В 1906 году организовал кружок любителей природы в Харьковском университете.
В 1912 году закончил естественное отделение на физико-математическом факультете Харьковского университета.
В 1916 году был избран товарищем председателя общества по зоологической части, преподавал в Харьковском университете. В 1917 году поднял вопрос о защите дичи Харьковщины, после этого создал в Харькове Демократическое общество охотников и рыболовов. 
В 1921 году по его инициативе в Харькове состоялся 1-й учредительный съезд Всеукраинского общества охотников и рыбаков (на котром Аверин был избран его председателем), также он стал редактором журнала "Охота и рыболовство".
В 1923 году — организатор 1-го съезда трудовых рыбаков УССР. 
В 1928 году по его инициативе при Центральном совете ВУСОР были открыты курсы охотоведения. 
В 1928 году Аверина избрали заместителем председателя комиссии по охране природы Сельскохозяйственного научного комитета наркомата земледелия УССР и заместителем председателя Комитета по охране памятников природы НКП УССР, и уже 1930 году становится его председателем. При участии Виктора Григорьевича были созданы заповедники Белосарайская коса и Провальская степь.
В 1929 году Виктор Аверин представлял Украинскую ССР на 1 Всероссийском съезде по охране природы, где представил доклад о положении природоохранного дела на Украине. В 1929 году создал научно-исследовательскую опытную станцию охотничьего хозяйства и публикует научные сборники по охотничьему хозяйству. С 1930 года Аверин заведует кафедрой зоологии и энтомологии в Харьковском сельскохозяйственном институте.
В 1930 году стал доктором сельскохозяйственных наук.
В конце 1930-х годов по рассказам дочери[уточнить] Виктор Аверин ждал ареста, так как его брата Всеволода и коллег уже взяли. Виктор Григорьевич даже собрал мешок с вещами.
С 1939 года - профессор.
В 1946 году Аверин организовал и возглавил Харьковское отделение Украинского общества охраны природы. В это же время он активно занимался общественной деятельности (организовывал работу юных натуралистов в городском Дворце пионеров). 
С июня 1955 года Виктор Григорьевич — член Комиссии по охране природы АН УССР и участвует в создании заказников в Харьковской области. В Харькове 27 декабря 1955 года Виктор Григорьевич Аверин умер и похоронен на городском кладбище.

## Публикации
Автор около 350 научных работ, из которых около трети посвящены вопросам охотоведения и охраны природы.
- "Аскания-Нова" (1927)[3]
- "Охрана природы на Украине" (1930)[3]

## Награды
- орден Ленина[3]
- орден Трудового Красного Знамени[3] (07.12.1946)